# 락현
락현(베트남어: Huyện Lắk / 縣勒)은 베트남 중부 고원 지방 닥락성의 현이다.

## 행정 구역
락현은 1시진, 10사를 관할하고 있다.

### 시진
- 리엔선 시진 (Thị trấn Liên Sơn, 連山市鎭)

### 사
- 봉끄랑 사 (Xã Bông Krang)
- 부온짜 사 (Xã Buôn Tría, 逩節社)
- 부온찌엣 사 (Xã Buôn Triết, 逩哲社)
- 닥리엥 사 (Xã Đắk Liêng, 得靈社)
- 닥누에 사 (Xã Đắk Nuê, 得內社)
- 닥퍼이 사 (Xã Đắk Phơi, 得派社)
- 에아르빈 사 (Xã Ea R'bin)
- 끄롱노 사 (Xã Krông Nô)
- 남까 사 (Xã Nam Ka, 南歌社)
- 양따오 사 (Xã Yang Tao, 楊道社)